# Тейде (національний парк)

Парк Тейде у 3D

Національний парк Тейде (ісп. Parque nacional del Teide) — це національний парк, розташований на острові Тенерифе (Канарські острови, Іспанія). Його територія зосереджена довкола вулкана Тейде, найвищої гори (3 718 м.н.м.) Іспанії і островів Атлантики (гора також є третім найвищим вулканом світу за відстанню від основи на океанському дні до вершини). Це один з найстаріших національних парків Іспанії — з 22 січня 1954 року, а також найбільший такий парк в Іспанії. Поруч з Тейде в парку є ще один вулкан — Піко В'єхо, другий за висотою на Канарських островах (3 135 м.н.м.). Тейде є найвідомішою природною пам'яткою не лише на Тенерифе, а на всіх Канарських островах та 2007 року ввійшов у «12 скарбів Іспанії».
Парк має площу 18 990 га та з 28 червня 2007 року включений до Світової спадщини ЮНЕСКО. На хребті на схід від Тейде розташовані телескопи Тейдської обсерваторії. Територіально парк належить до муніципалітету Ла-Оротава.
Тейде є найвідвідуванішим національним парком Іспанії — більше 2,8 млн відвідувачів на рік (за даними «Instituto Canario de Estadística»), що робить його і одним з найвідвідуваніших парків у світі .

## Історія
Парк має суттєве історичне значення. Ця місцевість була важливою для вірувань аборигенів островів (гуанчів) і у парку були відкриті важливі археологічні  знахідки. Для гуанчів Тейде була місцем поклоніння, вони вважали вулкан воротами до Пекла (Echeyde).
Територія отримала статус національного парку 22 січня 1954 року, третьою в Іспанії. У 1981 році парку було надано іншу класифікацію та особливий правовий режим. У 1989 році, Рада Європи нагородила парк вищою категорією «Європейського диплому для захищених територій» (European Diploma of Protected Areas), потім парк ще декілька разів підтверджував цю нагороду — 1994, 1999 та 2004 року.
В рамках святкування 50-ї річниці національного парку у 2002 році почалася робота з підготовки заявки на включення до Світової спадщини ЮНЕСКО. Тейде було офіційно оголошено Світовою спадщиною 28 червня 2007 року на конвенції ЮНЕСКО у Крайстчерчі, Нова Зеландія. 
Національний парк Тейде доповнює Національний парк «Гавайські вулкани» в тому сенсі, що кожен з них демонструє вулканічні структури і форми менш розвинених (Гаваї) та більш розвинених та різноманітних (Тейде) магм таких вулканічних островів. Національний парк Тейде за пейзажами також частково схожий на Національний парк «Ґранд-Каньйон» в Аризоні, США.

## Флора і фауна

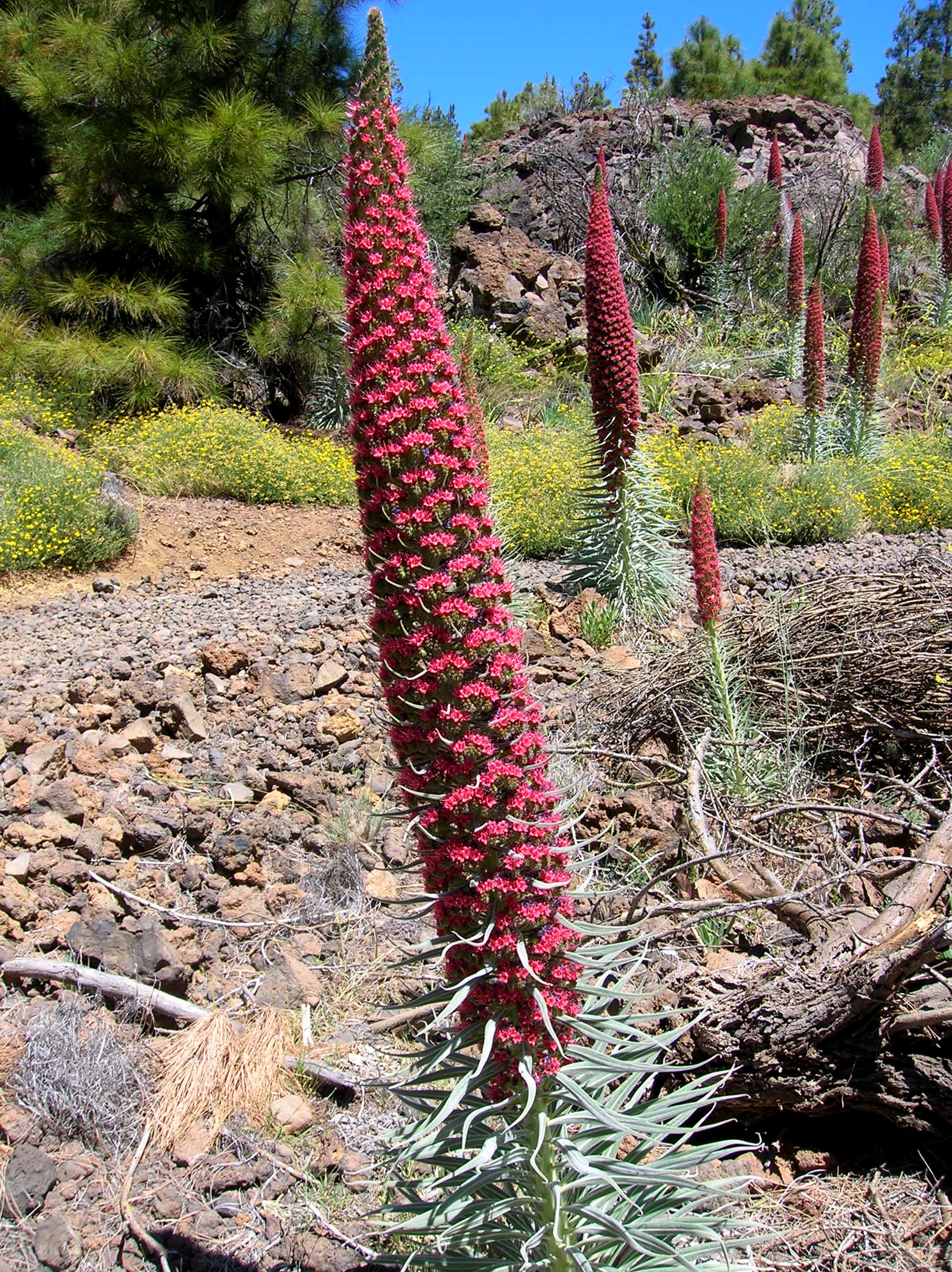
Echium wildpretii на Тенерифе

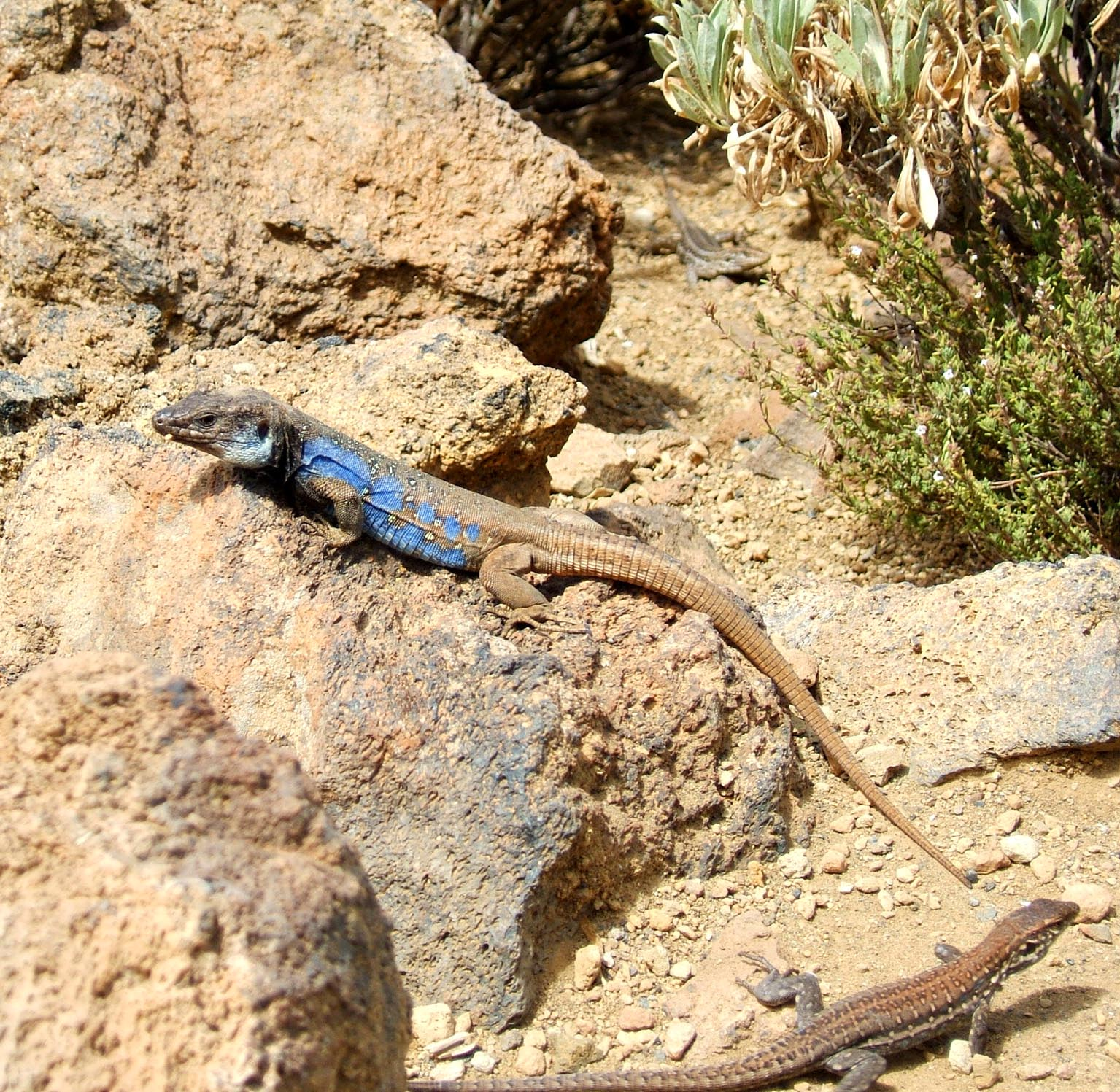
Канарська ящірка (Gallotia galloti galloti)

Лавові потоки на схилах Тейде вивітрюються у дуже тонкий, але багатий мінералами шар ґрунту, що підтримує велику кількість різних видів рослин. Судинні рослини складають 168 видів, з яких 33 — ендеміки Тенерифе.
Ліси канарської сосни  (Pinus canariensis) ростуть на висоті 1000–2100 м.н.м., покриваючи середину схилів вулкана, відповідно альпійська лінія лісу тут проходить на 1000 метрів нижче, ніж у континентальних лісів на схожій широті. На більших висотах, кальдера Лас Каньядас (Las Cañadas) дає достатній захист для росту більш делікатних видів, таких як канарський кедр (Juniperus cedrus), та канарська сосна (Pinus canariensis).
Домінуючими видами рослин у національному парку є тейдський білоквітковий дрок (Spartocytisus supranubius), який має біло-рожеві квітки; канарська жовтофіоль (Erysimum scoparium), що має біло-фіолетові квітки; та тейдський воловик (Echium wildpretii), чиї червоні квіти формують піраміду до 3 метрів у висоту.. Тейдську маргаритку (Argyranthemum teneriffae) можна побачити на висоті бл. 3 600 м.н.м., а тейдську фіалку (Viola cheiranthifolia) — і до самої вершини вулкана, вона є найвисотнішою квітучою рослиною Іспанії.
Ці рослини адаптувалися до складного довкілля вулкана — висоти, яскравого сонця, екстремальних температур та дефіциту вологи. Адаптації включають напівсферичні форми, восковий або пуховий захисний шар, зменшення площі листя та високу кількість квіток. Цвітіння відбувається у травні-червні.
Фауна Тейде представлена величезною кількістю безхребетних, більше 40% з яких — ендеміки Канар, а 70 видів взагалі знайдені лише в парку. Безхребетна фауна включає павуків, жуків, двокрилих, клопів та перетинчастокрилих.
А от хребетні на Тейде представлені мало. У парку гніздяться 10 видів птахів, серед них голубий зяблик (Fringilla teydea teydea); щеврик Бертелота (Anthus berthelotii berthelotii); атлантична канарка (Serinus canaria) та підвид боривітра (Falco tinnunculus canariensis)
На території парку також живуть три ендемічні види плазунів — канарська ящірка (Gallotia galloti galloti), канарський стіновий гекон (Tarentola delalandii) та канарський сцинк (Chalcides viridanus viridanus).
Єдиними місцевими ссавцями є лиликоподібні, найпоширенішою з яких є вечірниця мала. Інші ссавці: муфлони, кролі, хатні миші, чорні пацюки, здичавілі коти та алжирські їжаки, — потрапили до парку внаслідок діяльності людини.

## Наукова пам'ятка
Схожість навколишніх та геологічних умов парку Тейде та планети Марс дозволяє використовувати це місце для вулканологічних досліджень, пов'язаних з червоною планетою. Парк є ідеальним місцем для тестування приладів, які подорожуватимуть на Марс для вивчення питання існування там життя в сучасності чи минулому.
У 2010 році команда дослідників тестувала у Лас Каньядас дель Тейде (ісп. Las Cañadas del Teide) раманівські прилади, які будуть використовуватись у наступній експедиції на Марс — «ЕкзоМарс», 2016–2018 років.

## Парки-побратими
- Національний парк Рапа-Нуї (Острів Пасхи, Чилі)[21][22].

## Фільми, зняті в парку, та інші цікавинки
- Браян Мей написав пісню групи Queen «Tie Your Mother Down» у Тейдській обсерваторії в Ісанья (2 368 м.н.м.) восени 1971 року, коли працював там над своєю дипломною роботою[23];
- вражаючі пейзажі парку можна побачити в таких фільмах як «Мільйон років до нашої ери» (1966), «Intacto» (2002), «Битва титанів» (2010) та «Гнів Титанів» (2012)[24];
- постер Ракель Велч для фільму «Мільйон років до нашої ери», який має суттєве значення у фільмі «Втеча з Шоушенка» 1994 року, також був знятий на Тейде;
- 8 грудня 2008 року за ініціативою єврейської громади Канарських островів прапор Ізраїлю був встановлений біля вершини Тейде[25];
- парк має маленьку капличку, присвячену Марії Сніжній, яка таким чином є найвисокогірнішою християнською церквою в Іспанії;
- За розповідями Л. Рона Хаббарда (засновника Церкви саєнтології) саме на Тенерифе він знайшов «Матеріали ОТ-III», і відповідно до цієї доктрини Тейде є одним з вулканів світу, де були створені(?) «тетани» 75 мільйонів років тому.[26];
- 24 червня 1989 року радіо «Espacio en Blanco» зібрало у парку подію «UFO Alert», щоб отримати якийсь контакт з інопланетянами. Подію відвідало бл. 40 000 людей[27];
- шоста серія франшизи «Форсаж» (головна роль -Він Дізель, режисер — Джастін Лін) використовувала пейзажі Тейде як план для майже всіх зовнішніх сцен;
- парке Тейде став популярним для тренувань велогонщиків, оскільки вони тут можуть тренуватись на високогір'ї, але також мати доступ до узбережжя для інтенсивних тренувань, при стабільних погодних умовах та без відволікань через віддаленість парку. Тут тренувались команди «Team Sky», «Liquigas» та «Team Astana»[28]

## Галерея

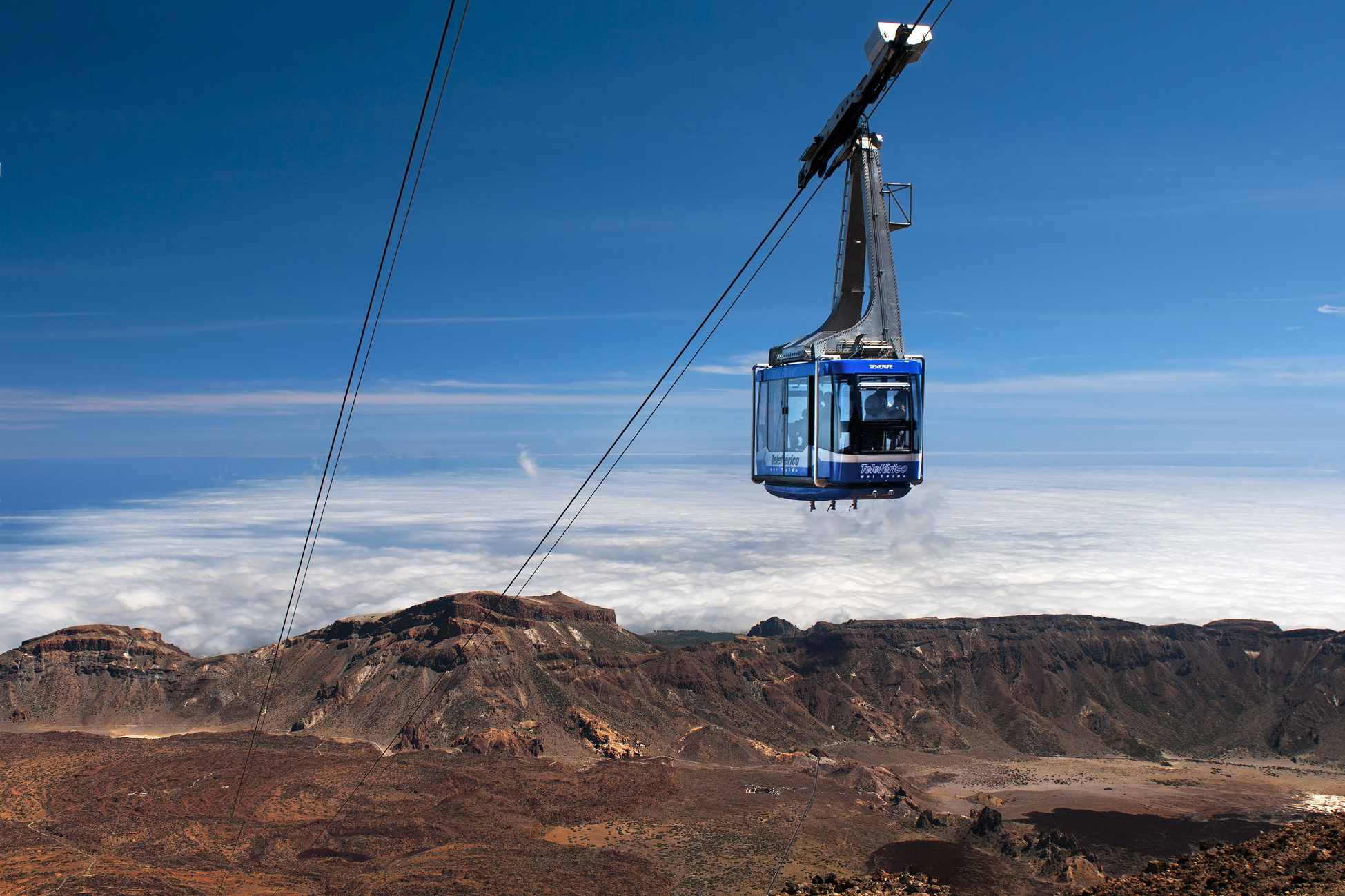
Канатна дорога Тейде
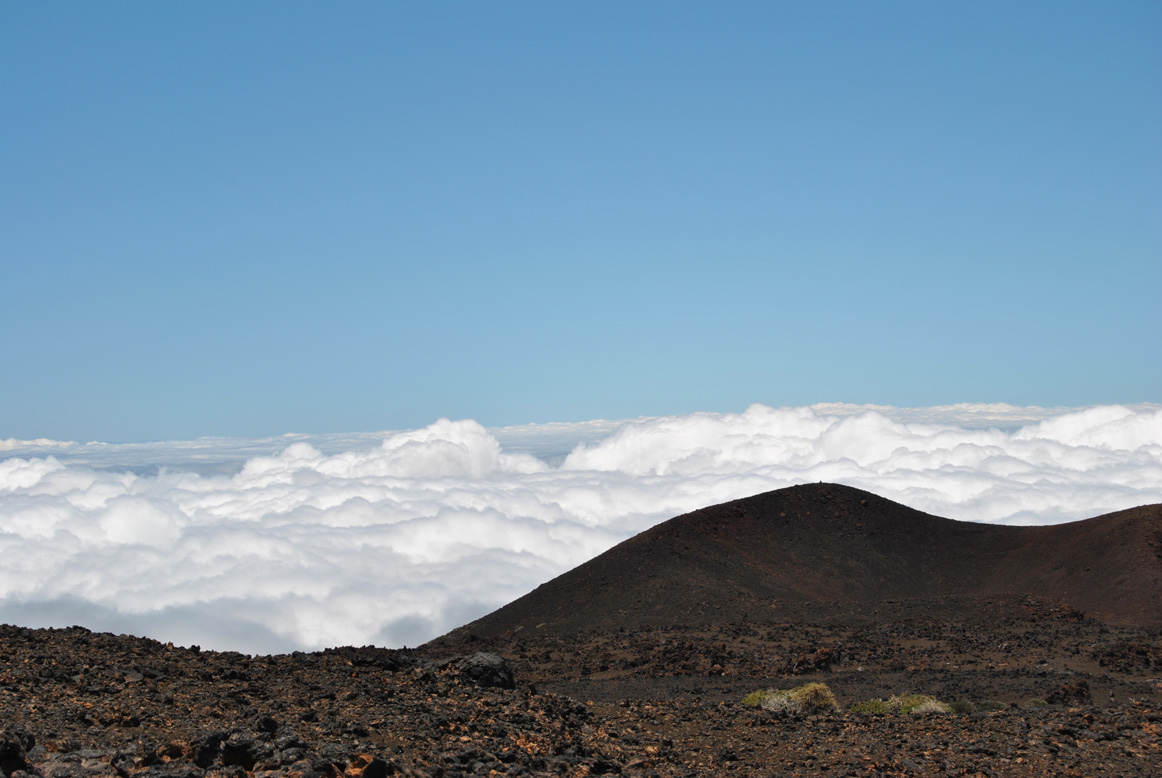
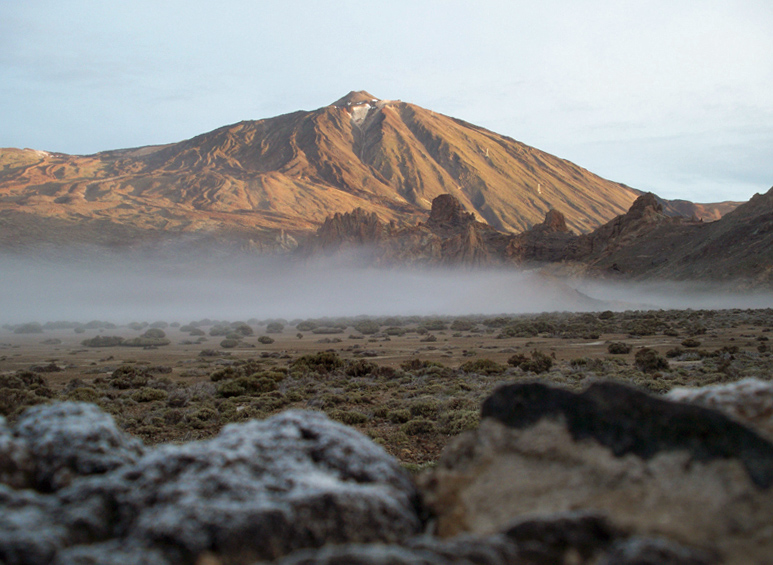
Плато Уканка
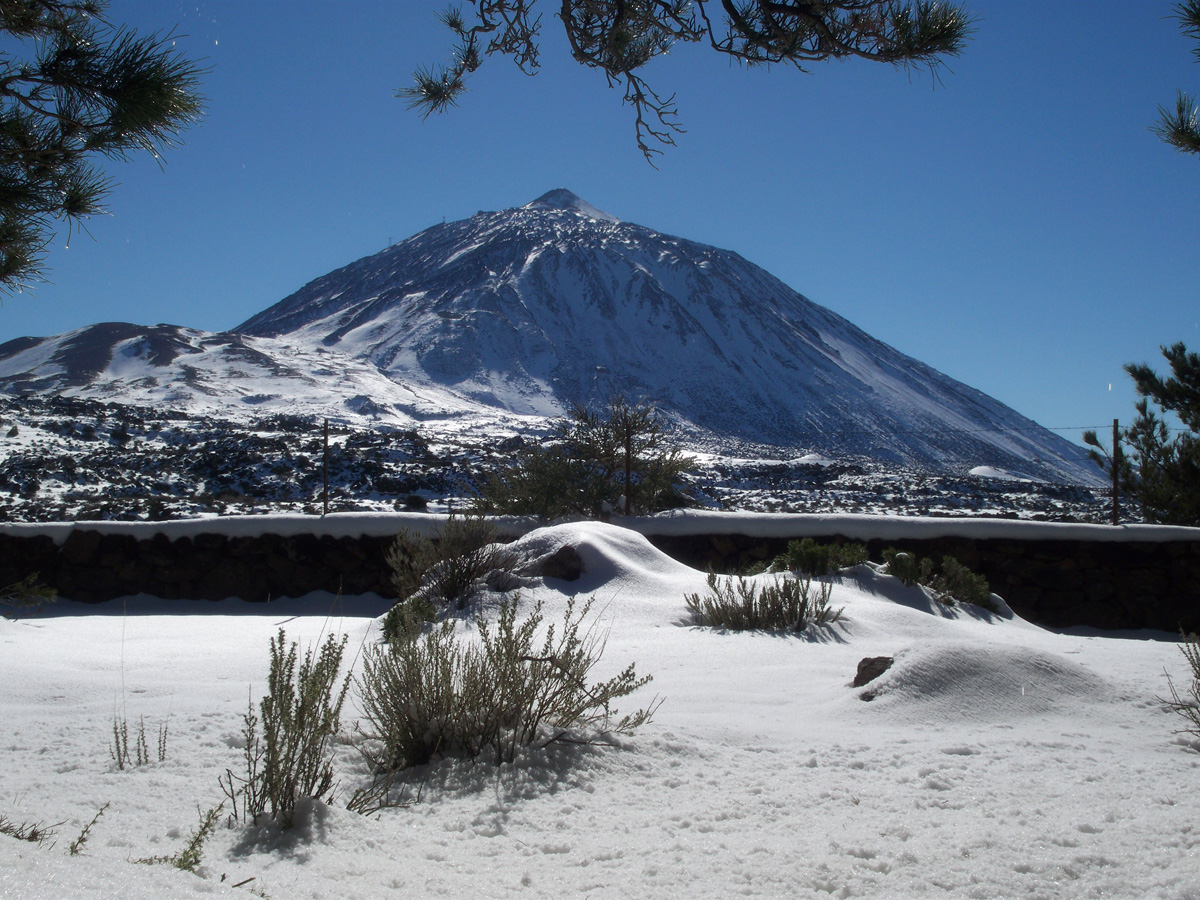
Парк взимку
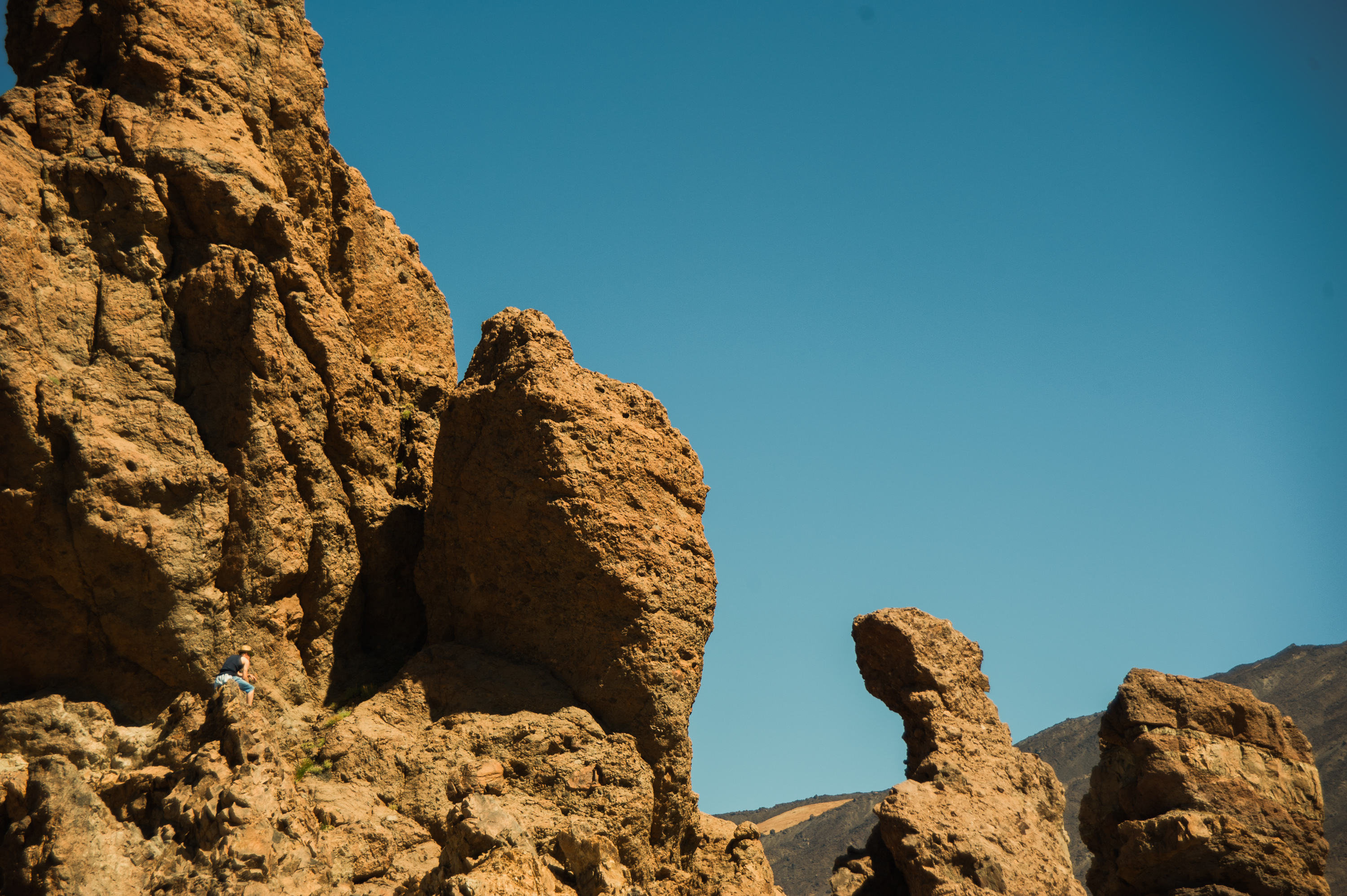
Скельні форми
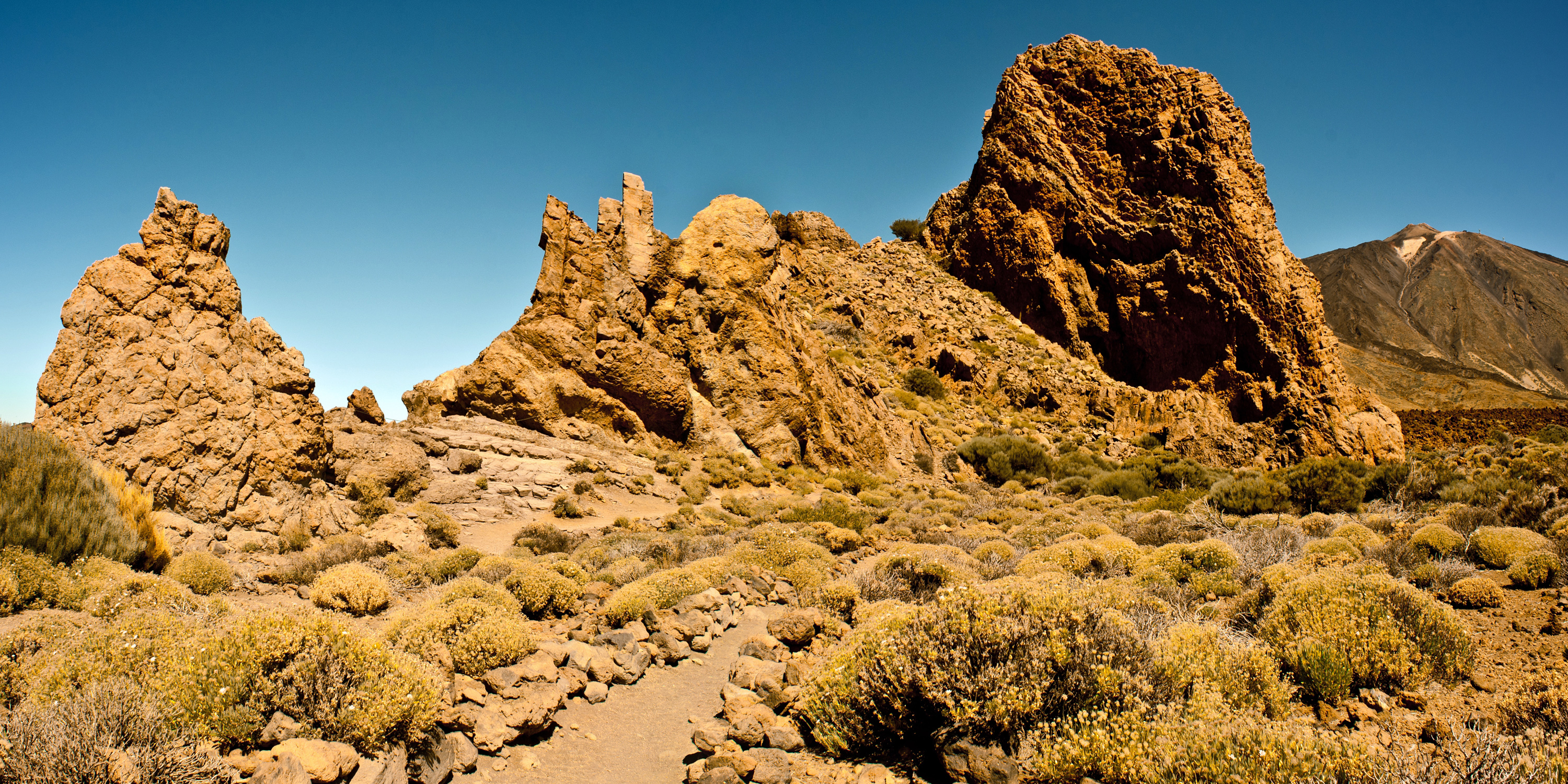
Скельні форми